# 독군단

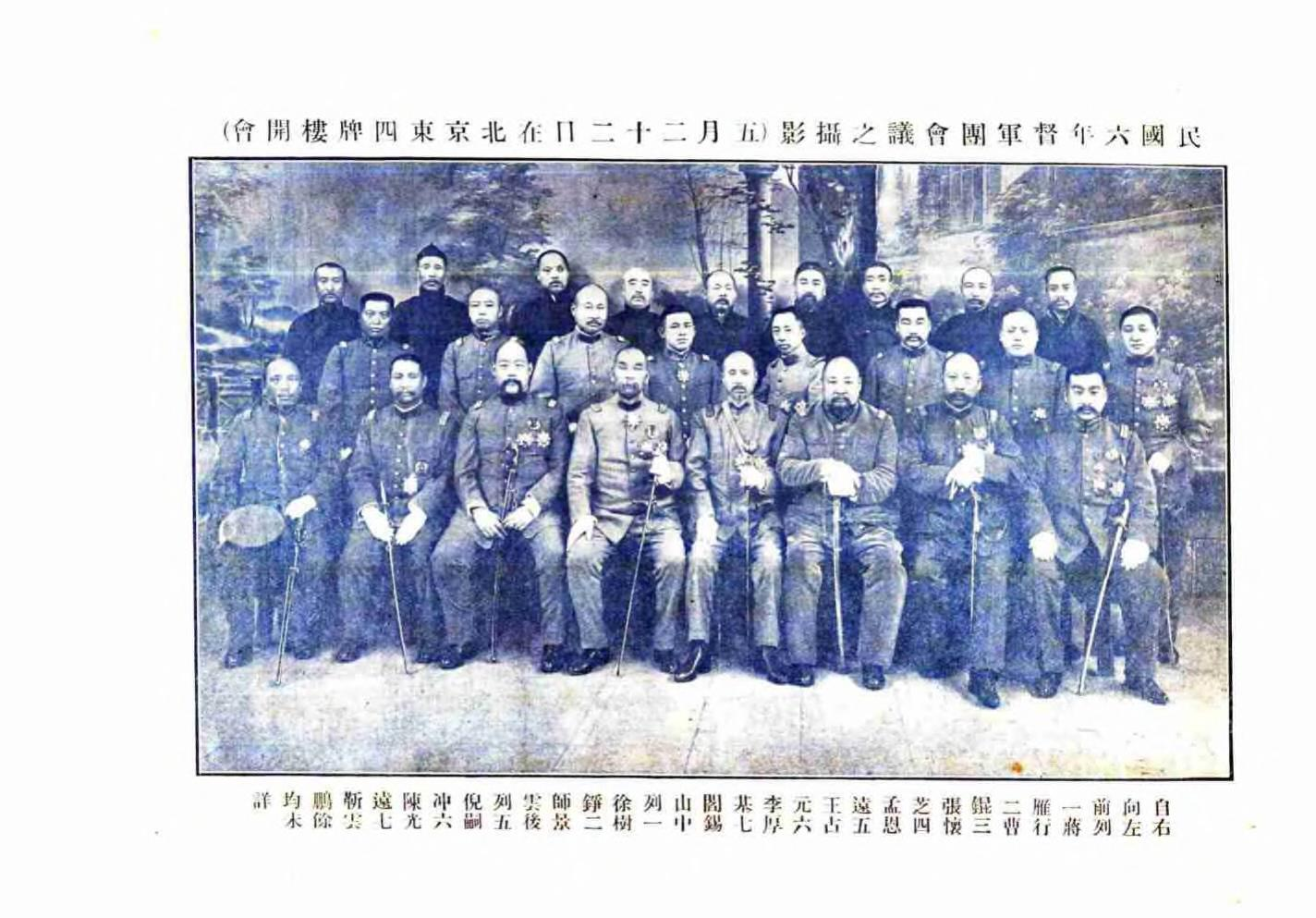
독군단 단체사진, 앞줄(오른쪽부터) : 장안행(장옌싱)(蔣雁行), 조곤(차오쿤)(曹錕), 장회지(장화이즈)(張懷芝), 맹은원(멍언위안)(孟恩遠), 왕점원(왕잔위안)(王占元), 이후기(리허우지)(李厚基), 염석산(옌시산)(閻錫山). 가운데줄(오른쪽부터) : 사경운(스징윈)(師景雲), 서수쟁(쉬수정)(徐樹錚). 뒷줄(오른쪽부터) : 예사충(니스충)(倪嗣冲), 진광원(천광위안)(陳光遠), 근운붕(진윈펑)(靳雲鵬).(표제에는 5월 22일 촬영이라고 적혀 있지만 잘못되어 있는듯 하다.)

독군단(督軍團)은 정식 명칭은 '각성구연합회(各省區聯合會)'이다. 1916년 여름부터 1918년간 중화민국(中華民國) 북양계(北洋系) 각 성(省) 독군(督軍) 조직의 느슨한 협조 의사(議事) 단체이다. 독군단은 일부 성과 구(區)의 군벌이 권력 쟁탈과 이익 협조와 중앙정부 대항을 위하여 잠시 모인 느슨한 동맹이다. 성원은 정수가 없고 장정(章程)은 규제력이 없었다. 독군단의 출현은 각 성 독군이 각 지역에서 독립 세력을 이루고 중앙에 대항하였다는 것을 보여준다. 북양군벌(北洋軍閥) 세력 범위에서 지방 독군은 중앙 정권에 간섭하는 현상도 점차 공개화되었다.

## 개요
1916년 6월 6일, 원세개(위안스카이)(袁世凱)가 병사하자, 중화제국(中華帝國)의 홍헌제제(洪憲帝制, 원세개의 홍헌이라는 연호를 사용한 제정 시기)는 실패하였고, 북양정부(北洋政府)의 대일통(大一統) 국면도 종국을 고하였다. 장강순열사(長江巡閱使) 장훈(장쉰)(張勳)은 이전에 남경회의(南京會議)에 참가한 7성대표(七省代表), 즉 직(直, 북직례), 예(豫, 하남), 진(晉, 산서), 환(皖, 안휘), 봉(奉, 봉천), 길(吉, 길림), 흑(黑, 흑룡강) 7개 성 대표를 다시 불러 서주(徐州)에 모여 상의하게 하였다. 6월 9일, 회의 후에 요강10조(要綱十條)를 제출하였고 이것이 '제1차 독군단 서주회의(第一次督軍團徐州會議)'이다. 회의는 공고단결(鞏固團結), 보경안민(保境安民), 실시헌정(實施憲政), '폭렬분자의 정권 참여 저지(抵制暴烈分子參預政權)'를 결의하였다. '폭렬분자'는 중국국민당(中國國民黨)을 암시하였다.
1916년 9월 22일, 산동(山東), 봉천(奉天), 길림(吉林), 흑룡강(黑龍江), 하남(河南), 직례(直隸), 절강(浙江), 강소(江蘇), 호북(湖北), 강서(江西), 수원(綏遠), 차하르(察哈爾), 열하(熱河) 13개 성 독군대표가 다시 서주에 모였다. 장훈과 예사충(니스충)(倪嗣沖)은 서명서에 첫 이름을 올리고 각성구연합회(各省區聯合會) 성립을 선포하고 8조강령(八條綱領)을 제정하였다. 또한 장훈을 맹주(盟主)로 옹위하고 전보를 쳐서 '폭란분자(暴亂份子)' 및 '국회(國會)'가 핑계를 대고 국가정무를 흔드는 것을 공격하게 하였다. 각성구연합회는 후에 여론에 의해 독군단으로 칭하였다. 9월 25일, 장훈과 예사충 등 34명은 전보를 쳐서 당소의(탕사오이)(唐紹儀)가 외교총장(外交總長)에 취임하는 것을 반대하였다. 다음날 당소의는 사직하였고 군인의 정치 간섭을 강하게 비판하였다.
1917년 1월 9일, 장훈, 근운붕(靳雲鵬), 서수쟁(徐樹錚) 등은 서주에서 제3차 회의를 소집, 국회에 대응하는 방법을 논의하였다. 1917년 4월, 단기서(돤치루이)(段祺瑞) 내각과 여원홍(리위안훙)(黎元洪) 총통부(總統府) 및 국회는 대독일 선전포고 문제를 둘러싸고 논쟁을 벌였지만 결정되지 않았다. 4월 25일, 단기서는 북경에서 각 성 독군 및 대표를 소개하여 군사 회의를 개최하였다. 이를 통해 북양 각 성 독군을 이용하여 국회가 대독일 선전 안건을 통과하도록 협박하는 것을 계획하였다. 5월 10일, 국회는 참전 제안에 표결을 진행하였고, 단기서는 군인들이 무뢰배와 실직 유랑민을 조직하여 국회를 포위하여 공격하고 국회의원을 폭행하는 것을 방임하였고, 사회의 공분을 일으켰다. 13일, 독군단은 각각 각 성 의원을 연회에 요청하고 설득하였느나, 의원 대부분은 독군단의 간섭을 거절하였다. 19일, 독군단은 국회 제정 헌법초안(憲法草案)이 '폭민전정(暴民專政)'을 불러올 거라고 비난하고 이를 빌미로 국회 해산을 요구하였다.
1917년 5월 21일 밤, 독군단은 단체로 북경을 나와 서주로 가서 장훈을 만났다. 23일, 사람들이 서주에서 여원홍이 단기서의 총리직 해임을 했다는 것을 알자, 상의 후 각자 성으로 돌아갔다. 28일, 봉천독군(奉天督軍) 장작림(장쭤린)(張作霖)이 여원홍에게 단기서가 다시 내각을 조직하고 국회를 해산하게 하지 않으면 중앙과 괸계릉 끊겠다고 위협하였다.
 안휘성장(安徽省長) 예사충은 29일 솔선하여 난을 일으키고 안휘 독립을 선포, 하남(河南) 조척(자오티)(趙倜), 섬서(陝西) 진수번(천수판)(陳樹藩), 절강(浙江) 양선덕(양산더)(楊善德), 흑룡강(黑龍江) 필계방(비구이팡)(畢桂芳), 직례(直隸) 조곤(차오쿤)(曹錕), 산동(山東) 장회지(장화이즈)(張懷芝), 복건(福建) 이후기(리허우지)(李厚基), 산서(山西) 염석산(옌시산)(閻錫山)이 집단으로 독립을 선포하고 중앙에서 벗어났다. 6월 2일, 독군단은 다시 천진(天津)에서 '각성군무총참모처(各省軍務總參謀處)'를 설립하고, 뇌진춘(레이전춘)(雷震春)을 총참모(總參謀)로 삼아 계략을 짜고 지휘하게 하였고, 군대는 북경에 도착하였다. 이보다 앞서 6월 1일, 여원홍은 전령(電令)으로 장훈에게 북경에 들어와 화해를 하게 하고, 장훈은 군사 3천명을 끌고 북경에 들어왔다. 7월 1일, 장훈은 북경에서 청 마지막 황제 애신각라부의(아이신기오로 푸이)(溥儀)를 옹위하여 복벽(復辟)시켰으니 이를 장훈복벽(張勳復辟)이라 한다. 단기서는 기회를 틈타 토역(討逆)을 맹세하고 장훈을 공격하였고, 7월 중순 다시 중앙 정권을 장악하였다. 단기서는 공화재조(共和再造)를 표방하고 중화민국임시약법을 폐지하고 국회를 폐지했으며, 대외적으로 일존에 의지하고 대내적으로 독군단을 편으로 끌어들여 자신의 무력통일 정책을 지지하였으며 내전을 일으켜 손문(쑨원)(孫文)을 수장으로 하는 호법운동(護法運動) 세력 토벌을 기도하였다.
1918년 봄, 직계(直系)와 환계(皖系) 갈등이 심해지고 독군단 조직이 분화되면서 어느새 점차 와해되었다.

## 같이 보기
- 중화민국의 역사
- 신해혁명(제1차 혁명)(1911)
- 계축의 역(제2차 혁명)(1913)
- 호국전쟁(제3차 혁명)(1915-1916)
- 부원지쟁(1916)
- 장훈복벽(1917)
- 직환전쟁(1920)
- 직봉전쟁(1922-1924)
- 신문화운동
- 손문(쑨원)
- 원세개(위안스카이)
- 호법 운동
- 중화민국임시약법